# Start All Over
"Start All Over" là đĩa đơn thứ ba và là đĩa đơn cuối cùng biểu diễn bởi Miley Cyrus từ album năm 2007 của cô, album Hannah Montana 2: Meet Miley Cyrus.

## Các bài hát
1. "Start All Over"
2. "Start All Over" (Nhạc đệm)

## Xếp hạng
| Bảng xếp hạng (2008)             | Vị trí cao nhất |
| -------------------------------- | --------------- |
| Australian ARIA Singles Chart    | 41              |
| Canadian Hot 100                 | 91              |
| U.S. Billboard Hot 100           | 68              |
| U.S. Billboard Hot Digital Songs | 50              |
| U.S. Billboard Pop 100           | 57              |